# Jerome Isaac Friedman
Jerome Isaac Friedman (født 28. marts 1930) er en amerikansk fysiker, som modtog Nobelprisen i fysik i 1990.
Han blev født i Chicago, Illinois, hans forældre, emigrerede til USA fra Rusland. Han blev interesseret i fysik efter at have læst en bog om relativitetsteori skrevet af Albert Einstein. Han studerede fysik i Chicago.